# Снежна гуска
Снежна гуска (такође и плава гуска, лат. Chen caerulescens) је северноамеричка врста гуске. Име је добила по свом изразито белом перју. Род ове птице је споран. Америчко орнитолошко друштво и BirdLife International стављају ову врсту и све друге беле гуске у род Chen, док друге институције традиоционално стављају ове врсте у род сивих гуски Anser. Латински назив Caerulescens значи плавкаста или плавичаста.
Ове гуске се паре на северу (Гренланд, Канада и Аљаска) а презимљују јужније; од југозападне Британске Колумбије па све до делова САД и Мексика. Сваког пролећа се враћају своме гнезду на арктичкој тундри.

## Опис
Снежне гуске се појављују у две боје: бела са црним врховима крила и сива/плава са белом главом, вратом и репним делом. Обе варијанте имају розе ноге и црни кљун (код белих само као пруга на саставима кљуна), на младунчадима ове боје нису светле као код одраслих примерака. Глава им може бити рђаво-браон боје а као последица минерала у земљишту где се хране. Врло су гласне и могу се чути и са веће удаљености (преко 1 km).
Некада се сматрало да су ове две варијанте различите врсте због њихове различите боје али како се паре међусобно и деле исто станиште данас се сматрају једном врстом. Ова врста је подељена у две подврсте на основу њихове величине и географије, међутим како разлика у њиховој величини није велика неки оспоравају ову поделу. Мања подврста C. c. caerulescens живи од централне Канаде до Беринговог мореуза, њена висина се креће од 64 до 79 cm а тежина од 2.05 до 2.7 kg. Већа подврста C. c. atlanticus се гнезди у североисточној Канади, просечно тежи око 3.2 kg (може тежити и до 4.5 kg). Распон крила за обе подврсте се креће од 135 до 165 cm. Плаве варијанте гуске су реткост у већој подврсти (C. c. atlanticus) и у источним популацијама мање подврсте (C. c. caerulescens).

## Парење
Дугорочни парови се формирају у другој години стим што парење не почиње пре треће године. Женке се паре на истом месту где су се и излегле.
Снежне гуске се обично гнезде у колонијама, гнежђење обично почиње крајем маја или почетком јуна зависно од временских услова. Женка бира место за гнездо (углавном је у питању неко узвишење) и гради исто. Пошто положи 3-5 јаја женка лежи на њима 22 до 25 дана, младунчад напуштају гнездо у рок од неколико сати од излегања, сами се хране али их оба родитеља штите. После 42 до 50 дана могу да лете али остају са својим родитељима до своје 2-3 године.

## Популација
Популација мање снежне гуске (C. c. caerulescens) прелази преко 5 милиона што је повећање од преко 300% од средине 1970—их. Годишње њихова популација порасте преко 5%. У ово процену нису урачуната младунчад и гуске које нису успеле да се паре. Популациони показатељи за мање снежне гуске показују рекордне бројке откако се води евиденција њиховог броја.

## Миграција
Снежне гуске се паре од краја маја до средине августа. Проводе више од пола године у миграцији од топлијих до хладнијих крајева и назад. Током пролећних миграција велика јата лете врло високо дуж уских коридора готово 4800 km од зимских крајева до тундри.

## Екологија
Ван сезоне гнежђења углавном се хране у јатима. Зими се хране заосталим житарицама на пољима. Главне грабљивице које нападају гнезда су поларна лисица и Stercorariidae. Најкритичнији период је првих пар недеља после полагања јаја и одмах након излегања. Јаја и младунчад су рањива на ове грабљивце док су одрасле гуске углавном безбедне. Примећено је да гнезда праве махом близу гнезда снежне сове која одбија друге грабљивице.